# Corona dentària

Secció d'una dent humana, sent la meitat superior la part corresponent a la corona (corona dentis).

En odontologia, la corona és la part «visible» de la dent, que sobresurt de la geniva i generalment està coberta d'esmalt. La corona és visible després del seu desenvolupament a la geniva i la seva erupció.
Malgrat que hi ha diversos tipus de corones, les de porcellana (de color de dent natural) són les més freqüents. Tenen una elevada duració, encara que com la majoria de restauracions dentals, finalment han de ser reemplaçades. Les corones de porcellana són fetes perquè coincideixi amb la forma, mida i color de les dents pròpies, proporcionant un bonic somriure natural i de llarga durada.